# Andreu Revertés i Llopart
Andreu Revertés i Llopart (Cornellà de Llobregat, 1894 - Calaf, 30 de novembre de 1936) fou un polític català, militant d'Estat Català i, des de 1931, d'Esquerra Republicana de Catalunya.
Quan esclatà la Guerra civil espanyola fou nomenat comissari general d'Ordre Públic de la Generalitat de Catalunya. Va estar implicat en el Complot de novembre de 1936, un afer tèrbol iniciat per Estat Català el setembre de 1936, amb la participació destacada de Joan Torres i Picart (secretari general d'Estat Català) i Joan Casanovas i Maristany (president del Parlament de Catalunya), quan per tal d'acabar amb la preponderància de la CNT-FAI pretenien destituir el president Lluís Companys. Descobert l'afer el 24 de novembre, fou arrestat i conduït al castell de Montjuïc, d'on en fou tret el 30 de novembre per membres de l'escorta presidencial de Companys. La premissa era traslladar-lo fora del país, en un viatge amb destinació Andorra, però aquell mateix dia el trajecte s'estroncà prop de Calaf, quan fou assassinat a trets pels guàrdies que l'acompanyaven. Hom creu que tot l'afer s'hauria decidit a la conselleria de Seguretat Interior ocupada per Artemi Aiguader i Miró.